# Луцій Сей Страбон (префект)
Луцій Сей Страбон (лат. Lucius Seius Strabo, бл. 46 до н. е. —16) — державний діяч часів ранньої Римської імперії. Походив зі стану вершників. Народився у м. Вольсінії, Етрурії (сучасне м. Больцано). Син Марка Сея та Теренції. Був принцепсом вершників. Наприкінці правління імператора Октавіана Августа, 14 року, призначений префектом преторіанської гвардії. Після смерті Августа у 14 році приніс присягу новому імператору Тиберію. У цьому ж році Тиберій призначив колегою Страбона його сина Сеяна. Незабаром Страбон був переведений на посаду префекта Єгипту і обіймав її у 15-16 роках. Під час своєї каденції помер у 16 році, призначивши Тіберія спадкоємцем значної частини свого статку.

## Родина
Першим шлюбом був одружений з Юнією, сестрою Квінта Юнія Блеза, і мав від неї сина, Луція Елія Сеяна. Всиновив сина Юнії від першого шлюбу, Луція Сея Туберона. Вдруге був одружений з Косконією Галітою, дочкою Корнелія Лентула Малугінського.